# بروس دیویسن
بروس دیویسن (به انگلیسی: Bruce Davison) (زاده ۲۸ ژوئن ۱۹۴۶) یک هنرپیشه و کارگردان آمریکایی است. دیویسن به خاطر بازی در فیلم همدم طولانی مدت (۱۹۸۹)، در نگاه اول، ۹/۱۱، مادر، کوزه‌ها و سرعت، زندگی عاشقانه، گاو برانکس، گروه پرستاران بچه، آخرین خشم، گوشت مناسب و این مهمونی منه شناخته شده است که برای ایفای نقش در آن نامزد جایزه اسکار و برنده جایزه گلدن گلوب شد.